# Klein-Remels
Klein-Remels ist ein Ort in der Gemeinde Uplengen im Landkreis Leer in Ostfriesland. Ortsvorsteher ist Meinhard Schmidt.

## Geschichte
Um 1814 ließ sich Georg Albrecht Braun aus Aurich auf dem Geestrücken zwischen Jübberde und Nordgeorgsfehn nieder. Dieser Ort wurde zunächst als Kolonie „Tüschen Möhrchen“ oder „Tüschen Möhrgens Feld“ bezeichnet. Dieser Name bezeichnete die Lage der neuen Siedlung zwischen dem westlichen Moorgebiet, in dem das Nordgeorgsfehn entstand und einem östlichen Niederungsgebiet, das Klein-Remels von Jübberde trennt. Ab 1820 gab man dieser Kolonie den Namen Klein-Remels.
Klein-Remels ist seit Gründung Teil der Kommune Remels und war nie politisch selbständig.